# Crunchyroll (Unternehmen)
Das US-amerikanische Medienunternehmen Crunchyroll, LLC ist der Betreiber der gleichnamigen Video-on-Demand-Plattform Crunchyroll. Das Unternehmen ist ein unabhängiges Joint Venture zwischen Aniplex und Sony Pictures Entertainment. Es ist auf das Lizenzieren von Animes und Manga sowie auf Anime-ähnliche Videospielen spezialisiert, wertet diese auf Homevideo, TV, Kino, Literatur und Streaming aus und tritt als internationaler Distributor von Animes auf. Mit Crunchyroll Games unterhält das Unternehmen eine Abteilung für Smartphone-Spiele mit Animebezug. Die Crunchyroll LLC. produziert zum Teil selbst Anime, wofür die Crunchyroll Studios gegründet wurden. Die Crunchyroll LLC. unterhält Niederlassungen in San Francisco, Culver City, Dallas, New York City, Burbank, Tokio, Chișinău, Paris, Roubaix, Lausanne, Berlin, London und Montreal. Zu dem Unternehmen gehört die Labels Kazé (Frankreich) und Kazé Deutschland. Die europäischen Niederlassungen der Crunchyroll LLC. sind die größten Manga- und Anime-Publisher in Frankreich und Deutschland.

## Hintergrund
Die heutige Crunchyroll LLC. ist ein Zusammenschluss aus der ehemaligen Ellation LLC, welche der Betreiber der Plattform Crunchyroll war, und der ehemaligen Funimation Global Group, die sich Anfang 2022 in Crunchyroll LLC umfirmierte.

## Geschichte

### Geschichte Ellation
Am 6. Juni 2006 wurde das Unternehmen als Code Mobs Inc gegründet, welches für den Betrieb des VoD-Dienstes Crunchyroll verantwortlich war. Im August 2008 erfolgte die Umfirmierung zur Crunchyroll Inc. Die Chernin Group erwarb 2013 eine Mehrheitsbeteiligung an der Crunchyroll Inc. Crunchyroll übernahm 2014 den Video-Dienstleister Redux. Redux stellte daraufhin seinen Video-Dienst ein und dessen Mitarbeiter wurden in das Crunchyroll-Team integriert. Am 22. April 2014 gaben AT&T und die Chernin Group die Gründung eines Joint Ventures zur Akquisition, Investition und Einführung von Over-the-Top-Videodiensten (OTT) bekannt. Beide Unternehmen haben über 500 Millionen US-Dollar für das Unternehmen bereitgestellt. Das neue Unternehmen wurde Otter Media genannt und wurde der Mehrheitseigner der Crunchyroll Inc. Die Crunchyroll Inc. wurde 2015 der neu gegründeten ellation Inc. unterstellt.
Die Crunchyroll Inc. und Sumitomo Shōji gingen im Herbst 2015 ein Joint Venture ein und gründeten eine Produktionsfirma, um gemeinsam Animes zu produzieren. Diese Möglichkeit baute Crunchyroll weiter aus, indem sie 2016 eine Partnerschaft mit Kadokawa sowie 2017 eine Partnerschaft mit der japanischen Niederlassung des amerikanischen Medienunternehmens NBCUniversal (NBCUniversal Entertainment Japan) einging. Zuvor trat Crunchyroll bereits als internationaler Distributor für Serien von NBCUniversal Entertainment Japan auf.
Am 16. Mai 2016 ging die Betreiberfirma Crunchyroll Inc in die Ellation Inc. auf, welche nun für die Plattform Crunchyroll verantwortlich ist. Im Januar 2018 wurde bekannt, dass die Holdinggesellschaft Otter Media die Ellation Inc. komplett aufgekauft hat. Ellation startete am 14. März 2016 die Multichannel Subscription-Video-on-Demand-Plattform VRV, auf der unter anderem Inhalte von Crunchyroll und Roostert Teeth zu sehen sind. Ellation übernahm im Januar 2017 die moldauische Niederlassung des deutschen Unternehmens Yopeso und firmierte die Niederlassung zu Ellation um. Zuvor hat Crunchyroll bereits ein Jahr mit dem moldauischen Yopeso-Zweig an VRV gearbeitet. Im August 2017 ging Ellation eine Kooperation mit Gree ein, um Zusammen mit Sumitomo eigene Videospiele außerhalb von Japan auf den Markt bringen zu können. Die erste Spiel-Umsetzung ist das für iOS- und Android-Betriebssysteme in Japan erschienene Smartphone-Spiel Is It Wrong to Try to Pick Up Girls in a Dungeon? MEMORIA FREESE. Für den westlichen Release wurde mit Crunchyroll Games eine neue Abteilung aufgebaut. Am 15. November 2018 veröffentlichte Crunchyroll Games mit dem Titel Bungo Stray Dogs: Tales of the Lost das zweite Spiel und betrat damit gleichzeitig den europäischen Markt. Der amerikanische Mobilfunkanbieter AT&T gab im August 2018 bekannt, dass man die übrigen Anteile an Otter Media aufgekauft habe und dessen Streamingdienste WarnerMedia unterordnen wolle. Ebenfalls im August gab Crunchyroll die Gründung der ellation Studios bekannt. ellation Studios soll als Produktionsstätte für Serien dienen, die auf Crunchyroll und VRV zur Verfügung gestellt werden. Eine der ersten Produktionen soll High Guardian Spice sein, welche für Crunchyroll hergestellt wird. Inzwischen tritt ellation Studios als Crunchyroll Studios auf. Crunchyroll Studios unterhält Produktionsstätten in Burbank und Tokio.
Crunchyroll gab am 6. September 2019 bekannt der Hauptinvestor der Viz Media Europe Group, zu der Viz Media Europe, Viz Media Switzerland, AV Visionen, Anime Versand, Genki Store und der französische Verleger Kazé gehören, zu werden. Die Hitotsubashi Group, welche der bisherige Hauptinhaber von Viz Media Europe Group war, behält eine Minderheitsbeteiligung. Crunchyroll und Viz Media Europe Group operieren vorerst unabhängig voneinander. Am 1. Oktober 2019 gab das Bundeskartellamt die Freigabe für die Übernahme und die österreichische Bundeswettbewerbsbehörde gab am 14. Oktober 2019 ihre Freigabe. Am 4. Dezember 2019 verkündeten Crunchyroll und die Viz Media Europe Group, dass Crunchyroll nun offiziell die Mehrheitsbeteiligung übernommen hat. Die minderheitsbeteiligte Hitotsubashi Group verlagerte dabei das Manga-Lizenzgeschäft zu einem eigens dafür gegründeten Unternehmen, der VME PLB SAS. Seit Anfang 2020 unternimmt die Ellation Inc. eine Umstrukturierung von sich und seinen Tochterunternehmen vor, in dessen Rahmen bereits die Rechtsform von Inc. zu LLC. geändert wurde. Inzwischen wird Crunchyroll nicht mehr als Marke von Ellation Inc. beworben, sondern als ein Tochterunternehmen von WarnerMedia, währenddessen Ellation Moldova als ein Crunchyroll-Unternehmen bezeichnet wird. Die Domain ellation.com leitet inzwischen auf crunchyroll.com/about weiter. Im Februar 2020 wurde bekannt, dass die französische Viz Media Europe zu Crunchyroll SAS umfirmiert und zukünftig unter diesem Namen auftritt. Am 2. April 2020 firmierte die Viz Media Switzerland SA zur Crunchyroll SA um. Am 17. April 2020 wurde bekannt, dass Ellation zu Crunchyroll umfirmieren wird.
Als Anfang 2020 die COVID-19-Pandemie in der Republik Moldau ausbrach, initiierte die moldauische Crunchyroll-Niederlassungen zusammen mit dem Rathaus von Chișinău, das Ministerium für Bildung, Kultur und Forschung der Republik Moldau, der Technischen Universität Moldau, und einigen Anderen das Projekt Educație Online, damit auch in der Pandemie-Zeit moldauische Schüler unterrichtet werden konnten.
Im Laufe des Jahres 2020 gab es mehrmals Gerüchte, dass AT&T Crunchyroll verkaufen will, um damit Schulden zu reduzieren. Als möglicher Käufer wurden u. a. Sony angegeben. Am 10. Dezember 2020 teilten AT&T und Sony Pictures Entertainment mit, dass Sony Pictures Entertainment Crunchyroll übernehmen wird und der Funimation Global Group unterstellen wird. Der Verkaufspreis wird mit 1,175 Milliarden US-Dollar angegeben. Das deutsche Bundeskartellamt und die österreichische Bundeswettbewerbsbehörde gaben im Februar 2021 die Freigabe für die Übernahme. Ende März 2021 wurde bekannt, dass das US-Justizministerium eine erweiterte kartellrechtliche Überprüfung der geplanten Übernahme angeordnet hatte. Geprüft werden sollte, ob Sony durch die geplante Übernahme eine Monopolstellung über das Anime-Streaming-Angebot in den USA erlangen würde. Die Übernahme wurde am 9. August 2021 abgeschlossen und das Unternehmen wurde der Funimation Global Group untergestellt. Am 8. Dezember 2021 wurde die durch die Viz Media Europe Group Übernahme ebenfalls übernommene Plattform Anime on Demand eingestellt.

### Geschichte Funimation Global Group
Die Funimation Global Group LLC wurde am 24. September 2019 als ein Joint Venture zwischen Sony Pictures Entertainment und Aniplex gegründet. Ihr wurden die Streamingdienste von Funimation, Wakanim und AnimeLab unterstellt, die nun auf globaler Ebene Titel für diese Dienste lizenzieren sollte. Im August 2021 schloss die Funimation Global Group die Übernahme des einstigen Konkurrenten Crunchyroll ab. Im Rahmen der Zusammenlegung von Sonys Anime-Streamingdiensten Wakanim, Animax Deutschland, VRV, Crunchyroll und FunimationNow, wurde auch angekündigt, dass sich die Funimation Global Group LLC in Crunchyroll LLC umfirmiert, auch die globalen Identitäten sollen zu Crunchyroll rebrandet werden.

### Geschichte der Crunchyroll LLC
Die Crunchyroll LLC stellte, aufgrund des Ukraine-Krieges 2022 und die damit gegen Russland verhängten Sanktionen, den Betrieb seiner Video-on-Demand-Dienste Crunchyroll und Wakanim in Russland am 11. März 2022 ein. Im Mai 2022 firmierte die deutsche Vertriebstochter AV Visionen GmbH zur Crunchyroll GmbH um. Im Zuge der Fusionierung der Funimation Global Group mit Crunchyroll wurden VRV am 8. Mai 2023 und Wakanim am 3. November 2023 eingestellt. Crunchyroll und Aniplex kündigten im März 2025 an, dass sie gemeinsam ein Anime-Produktionsstudio unter dem Namen Hayate Inc gegründet haben.

## Struktur
|                    |                    |                    |                    |                    |                    |  |  |                             |                             |                             |                             | Sony                        | Sony                        | Sony | Sony | Sony                           | Sony                      |                           |                           |                           |                           |                |                |                  |                  |                  |                  | Hitotsubashi Group | Hitotsubashi Group | Hitotsubashi Group | Hitotsubashi Group | Hitotsubashi Group | Hitotsubashi Group |         |         |         |         |  |  |  |  |  |  |  |  |  |  |  |  |
|                    |                    |                    |                    |                    |                    |  |  |                             |                             |                             |                             | Sony                        | Sony                        | Sony | Sony | Sony                           | Sony                      |                           |                           |                           |                           |                |                |                  |                  |                  |                  | Hitotsubashi Group | Hitotsubashi Group | Hitotsubashi Group | Hitotsubashi Group | Hitotsubashi Group | Hitotsubashi Group |         |         |         |         |  |  |  |  |  |  |  |  |  |  |  |  |
|                    |                    |                    |                    |                    |                    |  |  |                             |                             |                             |                             |                             |                             |      |      |                                |                           |                           |                           |                           |                           |                |                |                  |                  |                  |                  |                    |                    |                    |                    |                    |                    |         |         |         |         |  |  |  |  |  |  |  |  |  |  |  |  |
|                    |                    |                    |                    |                    |                    |  |  |                             |                             |                             |                             |                             |                             |      |      | Sony Music Entertainment Japan |                           |                           |                           |                           |                           |                |                |                  |                  |                  |                  |                    |                    |                    |                    |                    |                    |         |         |         |         |  |  |  |  |  |  |  |  |  |  |  |  |
|                    |                    |                    |                    |                    |                    |  |  |                             |                             |                             |                             |                             |                             |      |      |                                |                           |                           |                           |                           |                           |                |                |                  |                  |                  |                  |                    |                    |                    |                    |                    |                    |         |         |         |         |  |  |  |  |  |  |  |  |  |  |  |  |
|                    |                    |                    |                    |                    |                    |  |  | Sony Pictures Entertainment | Sony Pictures Entertainment | Sony Pictures Entertainment | Sony Pictures Entertainment | Sony Pictures Entertainment | Sony Pictures Entertainment |      |      | Aniplex                        | Aniplex                   | Aniplex                   | Aniplex                   | Aniplex                   | Aniplex                   |                |                |                  |                  |                  |                  |                    |                    |                    |                    |                    |                    |         |         |         |         |  |  |  |  |  |  |  |  |  |  |  |  |
|                    |                    |                    |                    |                    |                    |  |  | Sony Pictures Entertainment | Sony Pictures Entertainment | Sony Pictures Entertainment | Sony Pictures Entertainment | Sony Pictures Entertainment | Sony Pictures Entertainment |      |      | Aniplex                        | Aniplex                   | Aniplex                   | Aniplex                   | Aniplex                   | Aniplex                   |                |                |                  |                  |                  |                  |                    |                    |                    |                    |                    |                    |         |         |         |         |  |  |  |  |  |  |  |  |  |  |  |  |
|                    |                    |                    |                    |                    |                    |  |  |                             |                             |                             |                             |                             |                             |      |      |                                |                           |                           |                           |                           |                           |                |                |                  |                  |                  |                  |                    |                    |                    |                    |                    |                    |         |         |         |         |  |  |  |  |  |  |  |  |  |  |  |  |
|                    |                    |                    |                    |                    |                    |  |  |                             |                             |                             |                             | Crunchyroll LLC.            |                             |      |      |                                |                           |                           |                           |                           |                           |                |                |                  |                  |                  |                  |                    |                    |                    |                    |                    |                    |         |         |         |         |  |  |  |  |  |  |  |  |  |  |  |  |
|                    |                    |                    |                    |                    |                    |  |  |                             |                             |                             |                             |                             |                             |      |      |                                |                           |                           |                           |                           |                           |                |                |                  |                  |                  |                  |                    |                    |                    |                    |                    |                    |         |         |         |         |  |  |  |  |  |  |  |  |  |  |  |  |
|                    |                    |                    |                    |                    |                    |  |  |                             |                             |                             |                             |                             |                             |      |      |                                |                           |                           |                           |                           |                           |                |                |                  |                  |                  |                  |                    |                    |                    |                    |                    |                    |         |         |         |         |  |  |  |  |  |  |  |  |  |  |  |  |
|                    |                    |                    |                    |                    |                    |  |  | Crunchyroll (VoD)           | Crunchyroll (VoD)           | Crunchyroll (VoD)           | Crunchyroll (VoD)           | Crunchyroll (VoD)           | Crunchyroll (VoD)           |      |      | Hayate Inc.                    | Hayate Inc.               | Hayate Inc.               | Hayate Inc.               | Hayate Inc.               | Hayate Inc.               |                |                |                  |                  |                  |                  |                    |                    |                    |                    |                    |                    |         |         |         |         |  |  |  |  |  |  |  |  |  |  |  |  |
|                    |                    |                    |                    |                    |                    |  |  | Crunchyroll (VoD)           | Crunchyroll (VoD)           | Crunchyroll (VoD)           | Crunchyroll (VoD)           | Crunchyroll (VoD)           | Crunchyroll (VoD)           |      |      | Hayate Inc.                    | Hayate Inc.               | Hayate Inc.               | Hayate Inc.               | Hayate Inc.               | Hayate Inc.               |                |                |                  |                  |                  |                  |                    |                    |                    |                    |                    |                    |         |         |         |         |  |  |  |  |  |  |  |  |  |  |  |  |
|                    |                    |                    |                    |                    |                    |  |  |                             |                             |                             |                             |                             |                             |      |      |                                |                           |                           |                           |                           |                           |                |                |                  |                  |                  |                  |                    |                    |                    |                    |                    |                    |         |         |         |         |  |  |  |  |  |  |  |  |  |  |  |  |
| Crunchyroll Moldau | Crunchyroll Moldau | Crunchyroll Moldau | Crunchyroll Moldau | Crunchyroll Moldau | Crunchyroll Moldau |  |  | Crunchyroll Studios         | Crunchyroll Studios         | Crunchyroll Studios         | Crunchyroll Studios         | Crunchyroll Studios         | Crunchyroll Studios         |      |      | Crunchyroll Games (Label)      | Crunchyroll Games (Label) | Crunchyroll Games (Label) | Crunchyroll Games (Label) | Crunchyroll Games (Label) | Crunchyroll Games (Label) |                |                | Crunchyroll EMEA | Crunchyroll EMEA | Crunchyroll EMEA | Crunchyroll EMEA | Crunchyroll EMEA   | Crunchyroll EMEA   |                    |                    | VME PLB            | VME PLB            | VME PLB | VME PLB | VME PLB | VME PLB |  |  |  |  |  |  |  |  |  |  |  |  |
| Crunchyroll Moldau | Crunchyroll Moldau | Crunchyroll Moldau | Crunchyroll Moldau | Crunchyroll Moldau | Crunchyroll Moldau |  |  | Crunchyroll Studios         | Crunchyroll Studios         | Crunchyroll Studios         | Crunchyroll Studios         | Crunchyroll Studios         | Crunchyroll Studios         |      |      | Crunchyroll Games (Label)      | Crunchyroll Games (Label) | Crunchyroll Games (Label) | Crunchyroll Games (Label) | Crunchyroll Games (Label) | Crunchyroll Games (Label) |                |                | Crunchyroll EMEA | Crunchyroll EMEA | Crunchyroll EMEA | Crunchyroll EMEA | Crunchyroll EMEA   | Crunchyroll EMEA   |                    |                    | VME PLB            | VME PLB            | VME PLB | VME PLB | VME PLB | VME PLB |  |  |  |  |  |  |  |  |  |  |  |  |
|                    |                    |                    |                    |                    |                    |  |  |                             |                             |                             |                             |                             |                             |      |      |                                |                           |                           |                           |                           |                           |                |                |                  |                  |                  |                  |                    |                    |                    |                    |                    |                    |         |         |         |         |  |  |  |  |  |  |  |  |  |  |  |  |
|                    |                    |                    |                    |                    |                    |  |  |                             |                             |                             |                             |                             |                             |      |      |                                |                           |                           |                           |                           |                           |                |                |                  |                  |                  |                  |                    |                    |                    |                    |                    |                    |         |         |         |         |  |  |  |  |  |  |  |  |  |  |  |  |
|                    |                    |                    |                    |                    |                    |  |  |                             |                             |                             |                             |                             |                             |      |      |                                |                           |                           |                           | Crunchyroll SA            | Crunchyroll SA            | Crunchyroll SA | Crunchyroll SA | Crunchyroll SA   | Crunchyroll SA   |                  |                  | Crunchyroll SAS    | Crunchyroll SAS    | Crunchyroll SAS    | Crunchyroll SAS    | Crunchyroll SAS    | Crunchyroll SAS    |         |         |         |         |  |  |  |  |  |  |  |  |  |  |  |  |
|                    |                    |                    |                    |                    |                    |  |  |                             |                             |                             |                             |                             |                             |      |      |                                |                           |                           |                           | Crunchyroll SA            | Crunchyroll SA            | Crunchyroll SA | Crunchyroll SA | Crunchyroll SA   | Crunchyroll SA   |                  |                  | Crunchyroll SAS    | Crunchyroll SAS    | Crunchyroll SAS    | Crunchyroll SAS    | Crunchyroll SAS    | Crunchyroll SAS    |         |         |         |         |  |  |  |  |  |  |  |  |  |  |  |  |
|                    |                    |                    |                    |                    |                    |  |  |                             |                             |                             |                             |                             |                             |      |      |                                |                           |                           |                           | Crunchyroll GmbH          |                           |                |                |                  |                  |                  |                  |                    |                    |                    |                    |                    |                    |         |         |         |         |  |  |  |  |  |  |  |  |  |  |  |  |

### Crunchyroll LLC (USA)
Die Crunchyroll LLC, mit Sitz in Culver City, ist der Mutterkonzern. Die Crunchyroll LLC ist die Betreiber-Firma der gleichnamigen VoD-Plattform Crunchyroll.

### Crunchyroll EMEA
Crunchyroll EMEA ist das Netzwerk für Europa, Mittlerer Osten und Afrika. Es umfasst alle Aktivitäten in diesen Territorien.

### Crunchyroll SAS (Frankreich)
Die Crunchyroll SAS ist aus der übernommenen Viz Media Europe SAS hervorgegangen. Zu dem Unternehmen gehört das französische Label Kazé. Die Hitotsubashi Group hält eine Minderheitsbeteiligung an dem Unternehmen. Es erwirbt national und international Lizenzen von Mangas, Animes, Filmen und Serien und wertet diese über das Label Kazé und im Video-on-Demand-Segment aus.

### Crunchyroll SA (Schweiz)
Zu der Schweizer Niederlassung gehören die Label Kazé Deutschland und Eye See Movies. Ihr Sitz befindet sich im schweizerischen Lausanne. Es erwirbt national und international Lizenzen von Animes, Mangas, Gesellschaftsspielen, Filme und Serien und wertet diese im Kino, Home-Video-Bereich, Video-on-Demand-Segment und im Literaturbereich aus. Die Crunchyroll SA ist der größte Anime-Publisher im deutschsprachigen Raum. Für den Vertrieb ist die deutsche Vertriebstochter Crunchyroll GmbH verantwortlich, welche auch den Filmverleih übernimmt. Die Hitotsubashi Group hält eine Minderheitsbeteiligung an der Crunchyroll SA.

### Crunchyroll Games
Crunchyroll Games ist der Videospiele-Publisher von Crunchyroll und hat sich auf die Lokalisierung japanischer Smartphone-Spiele mit Anime- und Manga-Bezug spezialisiert.

### Crunchyroll Studios
Die Crunchyroll Studios wurden 2018 unter den Namen Ellation Studios gegründet und haben Niederlassungen in Burbank (Los Angeles County) und in Tokio. Die Crunchyroll Studios produzieren Inhalte für die VoD-Plattformen Crunchyroll und VRV.

### Crunchyroll Moldau
Das moldauische Crunchyroll mit Sitz in Chișinău ging 2017 aus dem aufgekauften moldauischen Yopeso-Zweig hervor. Zuvor war es an der Entwicklung von VRV beteiligt. Es ist ein Produkt- und Ingenieursdienstleister und hat sich auf Schnittstellentechnologien und Medien spezialisiert.

### Crunchyroll GmbH (Deutschland)
Die in Berlin angesiedelte Crunchyroll GmbH ist der deutsche Vertriebszweig und Filmverleih von Crunchyroll.

## Assoziierte Unternehmen

### VME PLB
Nicht zu Crunchyroll gehörend, aber dennoch mit dem Unternehmen assoziiert ist die VME PLB, dessen Sitz in Paris ist und als SAS geführt wird. Dieses Unternehmen entstand 2019 während der Übernahme der Viz Media Europe Group durch Crunchyroll. Die Hitotsubashi Group lagerte die Manga-Lizenzen von Viz Media Europe in die dafür gegründete VME PLB aus. Die VME PLB ist verantwortlich für das Lizenzieren und Verwalten der Manga-Lizenzen des zu Crunchyroll gehörenden Labels Kazé.

## Logos

Altes Langlogo (2006 bis 2012)
Altes Kompaktlogo (2006 bis 2012)
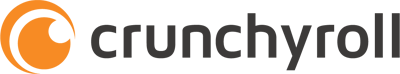
Altes Langlogo (2012 bis 2015)
Altes Kompaktlogo (2012 bis 2015)
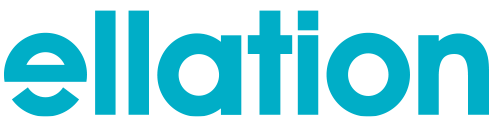
Ellation-Logo (2015 bis 2020)
Langlogo (2020 bis 2024)
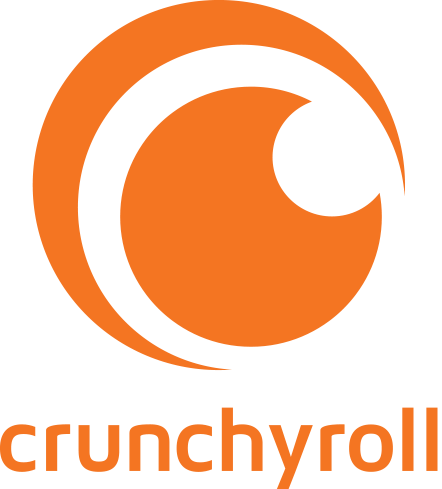
Kompaktlogo (2020 bis 2024)
Langlogo (seit 2024)
Kompaktlogo (seit 2024)

## Video-on-Demand
Zum Unternehmen gehören mehrere Video-on-Demand-Plattformen.

### Crunchyroll
Crunchyroll betreibt die Namensgleiche Video-on-Demand-Plattform Crunchyroll, welche auf Animes spezialisiert ist.

### VRV

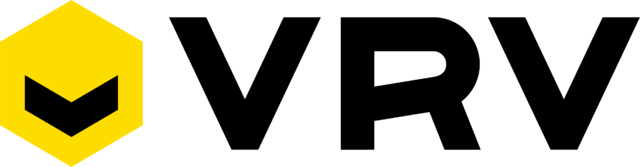
VRV-Logo

VRV war der kanalbasierte Video-on-Demand-Dienst von Crunchyroll. Es wurde am 14. November 2016 von Ellation gestartet und war nur in den USA verfügbar. Die Plattform bündelte in seinem Angebot Animes, Cartoons und Live-Action-Filme und -Serien. Zum Start bot VRV Channels zu Rooster Teeth, Crunchyroll, Funimation, Seeso, Nerdist, Geek & Sundry, Cartoon Hangover, Adam Savage’s Tested, RiffTrax, CollegeHumor, Machinima.com, Ginx TV, Shudder, und Mondo Media an. Ab Februar 2022 streamte VRV nur noch die Channels Crunchyroll, Mono Media und VRV Select. Am 3. April 2023 kündigte VRV an, dass der Dienst eingestellt wird und alle VRV-Abos zu einem Crunchyroll-Abos umgewandelt werden sollen. Alle neuen Crunchyroll-Titel sind seit dem 1. April 2023 nur noch exklusiv auf Crunchyroll zu sehen. Inhalte von den Channels Mondo Media und VRV Select werden nach dem Einstellen des VRV-Dienstes nicht mehr abrufbar sein. Der Internetauftrittes und die App wurden zum 8. Mai 2023 eingestellt.
Ehemalige Kanäle
- Boomerang
- Cartoon Hangover
- Crunchyroll
- CuriosityStream
- DramaFever
- Funimation
- Geek & Sundry
- Ginx TV
- Hidive
- Machinima
- Mondo Media
- Mubi
- Nerdist—Fandom
- NickRewind
- RiffTrax
- Rooster Teeth
- Seeso
- Shudder—Horror
- Tested
- VRV Select

### Anime on Demand
Anime on Demand war eine deutsche Subscription-Video-on-Demand-Plattform der Crunchyroll SA, betrieben durch die AV Visionen GmbH, dessen Fokus auf dem Streamen von Animes lag. Die Plattform wurde am 8. Dezember 2021 eingestellt.

### FunimationNow
FunimationNow war ein Animestreaming-Dienst der Crunchyroll LLC. Es wurde direkt über der Homepage des Anime-Publishers Funimation verbreitet. Der Einzugsbereich von Funimation waren die USA, Kanada, Australien und Neuseeland. Der Dienst FunimationNow und dessen Internetauftritt wurden zum 2. April 2024 eingestellt.

### Wakanim
Wakanim war ein europäischer Animes-Video-on-Demand-Dienst und war neben Frankreich auch in Deutschland vertreten. Der Dienst wurde zum 3. November 2023 eingestellt.

### AnimeLab
AnimeLab war ein Australischer Video-on-Demand-Dienst der Funimation Global Group und ging später in FunimationNow auf. Sein Einzugsgebiet bezog sich auf Australien und Neuseeland.

## Kritik

### Umgang mit Synchronsprechern
Crunchyroll wurde in den Vereinigten Staaten unter anderem Union Busting vorgeworfen und betreibt eine Anti-Gewerkschafts-Firmenpolitik im Bezug auf seine angestellten englischsprachigen Synchronsprecher. Nachdem Crunchyroll während der COVID-19-Pandemie die Synchronsprecherarbeiten ins Home-Office verlagerte, wurden diese ab Mai 2022 wieder in regulären Aufnahmestudios durchgeführt. Seit diesem Wechsel zurück, begann Crunchyroll vermehrt Synchronsprecher aus Texas einzustellen und die Synchronisationen in texanischen Aufnahmestudios durchzuführen. Da in diesem Bundesstaat das Right-to-work-law gilt, sah die Coalition of Dubbing Actors diesen Schritt als einen Versuch an, eine Organisation der Synchronsprecher zu einer Gewerkschaft zu vereiteln. Die CODA rief die Beschäftigten auf, Druck auf ihren Arbeitgeber auszuüben damit dieser einen Gewerkschaftsvertrag mit der SAG-AFTRA unterzeichnet. Im September 2022 stellte Crunchyroll den Synchronsprecher Kyle McCarley von seiner Sprechrolle des Protagonisten Shigeo Kageyama aus Mob Psycho 100 frei. McCarley, der Mitglied in der SAG-AFTRA ist, hatte dem Unternehmen angeboten für die dritte Staffel der Anime-Produktion unter Konditionen abseits des Gewerkschaftsvertrages zu arbeiten unter der Bedingung, dass Crunchyroll sich mit Vertretern der SAG-AFTRA zusammensetzt um einen möglichen zukünftigen Gewerkschaftsvertrag für die Synchronsprecher auszuhandeln, was von Crunchyroll abgelehnt wurde. Im Juni 2023 verbot Crunchyroll den Entwicklern des Smartphonespiels Tower of God: New World die Synchronsprecher aus der Anime-Fernsehserie einzustellen, da die Entwicklung des Spiels durch einen Gewerkschaftsvertrag gedeckt ist.
Die Pläne Sonys Crunchyroll und Funimation zu fusionieren wurde von der United States Department of Justice als mögliche Wettbewerbsverzerrung eingestuft. Die Coalition of Dubbing Actors bezeichnete das fusionierte Unternehmen als „Engpass der Macht“ (im Original „chokepoint of power“) der Synchronsprecher-Industrie. Christy Gibbs von Comic Book Resources bezeichnete die Fusion als Monopol und beobachtete einen Anstieg der Abonnement-Preise für bestehende Funimation-Kunden obwohl der Dienst in weniger Staaten zugänglich war. Im Februar 2024 erntete Crunchyroll Kritik von Nutzern nachdem das Unternehmen digitale Käufe von Funimation-Nutzern nicht auf Crunchyroll übertrug. Anzumerken ist, dass Nutzer digitale Inhalte nur im Zusammenhang mit DVD- und Blu-ray-Käufen einer Serie erhielten und diese lediglich ohne Premium-Abonnement auf Funimation streamen konnten.
Im Oktober 2024 bezichtigte der Synchronsprecher David Wald Crunchyroll des Postdiebstahls. Laut Wald habe das Unternehmen fünf Jahre lang Fanbriefe die an ihn persönlich adressiert waren einbehalten und deren Inhalte an Mitarbeiter verteilt. Das Unternehmen gab in einem Statement bekannt, dass man nicht absichtlich Briefe die an andere adressiert sind, geöffnet habe und kündigten Untersuchungen an. Wenige Wochen später trat Wald von seiner Sprechrolle des Charakters Gajeel Redfox aus Fairy Tail zurück und kündigte an, zukünftig keine Aufträge von Crunchyroll mehr anzunehmen.

### Sammelklage
Im September 2022 wurde in den Vereinigten Staaten eine Sammelklage gegen Sony und Crunchyroll erhoben, da diese gegen den Video Privacy Protaction Act verstoßen haben. So haben die Unternehmen ohne die Erlaubnis der Abonnenten persönliche Daten an Dritte, wie etwa Facebook weitergegeben. Während Sony zunächst betonte gegen kein Gesetz verstoßen zu haben, wurde im September 2023 eine gerichtliche Einigung erzielt, die den Betroffenen Schadenersatz von rund 30 US-Dollar zuspricht. Anspruch auf Schadenersatz hatten Personen mit Wohnsitz in den USA, die zwischen 2020 und 2023 als registrierter Nutzer Videos über der Crunchyroll-Webseite oder deren App angesehen haben. Insgesamt betrug der Schadenersatz rund 16 Millionen US-Dollar.

### Arbeitsbedingungen
Anfang 2025 wurde bekannt, dass Crunchyroll einen Mitarbeiter entlassen hatte, nachdem dieser dem Unternehmen von seiner persönlichen Situation erzählt habe. So habe dieser an einer diagnostizierten Angststörung und schweren Depressionen gelitten, weshalb er einen Antrag nach dem Americans with Disabilities Act stellen wollte. Die betroffene Person beschuldigte leitende Personen bei Crunchyroll, ihn ausgeschlossen, beschimpft und später gekündigt zu haben.
Synchronsprecherin Alexis Tipton berichtete, dass das Unternehmen Synchronsprecher im Vergleich zu fest angestellten Mitarbeitern unfair behandele. Während diese von Crunchyroll regelmäßig kostenfreie Merchandising-Produkte bekämen, erhielten Synchronsprecher nicht einmal eine kostenfreie Kopie der Serien, welche in diese mitgewirkt haben. Auch berichtete sie, dass Synchronsprecher, die für Crunchyroll arbeiten, nie zu Firmenveranstaltungen eingeladen würden.
Anfang März 2022 kritisierten zahlreiche Synchronsprecher, dass Crunchyroll viel zu niedrige Stundenlöhne – teilweise beginnend ab 35 US-Dollar pro Stunde – bezahlen würden.